# Carpolobia goetzei
Carpolobia goetzei là một loài thực vật có hoa trong họ Polygalaceae. Loài này được Gürke mô tả khoa học đầu tiên năm 1900.